# Elinton Andrade
Elinton Andrade (născut 30 martie 1979, Rio Grande do Sul, Brazilia) este un fotbalist care a evoluat la echipa Rapid București pe postul de portar, în prezent fiind legitimat la clubul indian FC Goa.

## Carieră
A debutat pentru Rapid București în Liga I pe 19 august 2007 într-un meci câștigat împotriva echipei Oțelul Galați.

## Personal
Deși este născut în Brazilia, el deține și cetățenia statului portughez.

## Titluri
| Sezon | Club                | Titlu              |
| ----- | ------------------- | ------------------ |
| 2007  | Rapid București     | Supercupa României |
| 2010  | Olympique Marseille | Coupe de la Ligue  |